# 방세환
방세환(方世煥, 1963년 5월 7일~)은 대한민국의 정치인이다. 제8대 경기도 광주시장(2022~, 민선 8기)이다.

## 학력
- 광주국민학교 (55회 / 졸업)
- 광주중학교 (31회 / 졸업)
- 광주종합고등학교 (28회 / 졸업)
- 동원대학 (사회복지학과 / 전문학사)

## 경력
- 푸른경기21실천협의회 산림녹지의제실천위원회 위원
- 2000: 경안천 시민연대 사무국장
- 2003: 팔당호수질정책협의회 사무국장
- 광주시청 정책위원
- 2010: 광주시청 환경전문 정책위원
- 2018.07 ~ 2022.06: 제8대 경기도 광주시의회 의원
  - 2018.07 ~ 2020.06: 제8대 경기도 광주시의회 전반기 부의장
- 미래통합당 경기도당 대변인
- 여의도연구원 정책자문위원
- 국민의힘 중앙위원회 환경분과 부위원장
- 국민의힘 경기도당 정책위원회 의장
- 2022년 7월 1일 ~ : 제8대 경기도 광주시장
- ~ 2024.09 : 지속가능발전 지방정부협의회 부회장
- 2024.09 ~ : 제8대 지속가능발전 지방정부협의회장
- 2025.02~: 경기도시장군수협의회 후반기 사무처장

## 역대 선거 결과
|  | 9.67% |

|  | 28.15% |

|  | 53.88% |